# Filchnerella dingxiensis
Filchnerella dingxiensis is een rechtvleugelig insect uit de familie Pamphagidae. De wetenschappelijke naam van deze soort is voor het eerst geldig gepubliceerd in 2011 door Zhang, Xiao & Zhi.